# Центральный государственный кинофотофоноархив Украины имени Г. С. Пшеничного
Центральный государственный кинофотофоноархив Украины имени Г. С. Пшеничного (ЦГКФФА Украины им. Г. С. Пшеничного) — ныне упразднённое архивное учреждение, обеспечивающее хранение документов Национального архивного фонда на нетрадиционных носителях информации, одно из крупнейших в Украине архивных учреждений по хранению аудиовизуальных документов.

## История
Всеукраинский центральный фотокиноархив основан 20 июня 1932 года. Начал работать архив в 1934 году. 1 декабря 1943 года Всеукраинский центральный фотокиноархив был реорганизован в Центральный государственный архив фонофотокинодокументив УССР. С 1953 года архив был реорганизован в Центральный государственный архив кинофотофонодокументов УССР. С 31 июля 1992 года название архива изменено на Центральный государственный кинофотофоноархив Украины.
С 28 декабря 1998 архивы было присвоено имя в честь директораа архива Гордея Семёновича Пшеничного.
24 октября 2022 г. в соответствии с постановлением Кабинета Министров Украины от 28 июня 2022 г. № 732 «Об оптимизации системы центральных государственных архивов», ЦГКФФА Украины им. Г. С. Пшеничного путём слияния с Центральным государственным электронным архивом Украины преобразован в Центральный государственный аудиовизуальный и электронный архив.

## Фонды
- Фотодокументы — 379477 единиц хранения, (в том числе 367 831 фотонегативов на стекле и плёнке, 10247 фотопозитивов на бумаге, 1210 слайдов, 189 фотоальбомов по 1853—2004 годам)
- Кинодокументы — 12284 единиц хранения, 62352 ед. хранения за 1896—1999 гг.
- Фонодокументы — 43615 единиц хранения, 21863 ед. хранения, (в том числе 478 на металлических матрицах, 4020 грампластинок за 1900—2004 гг.)
- Видеодокументы — 288 единиц хранения, 145 единиц хранения за 1994—2004 гг.